# NGC 817
NGC 817 is een spiraalvormig sterrenstelsel in het sterrenbeeld Ram. Het hemelobject werd op 2 september 1886 ontdekt door de Amerikaanse astronoom Lewis A. Swift.

## Synoniemen
- PGC 8109
- UGC 1611
- MCG 3-6-33
- ZWG 461.47
- IRAS02048+1657